# Opius mitiformis
Opius mitiformis är en stekelart som beskrevs av Fischer 1964. Opius mitiformis ingår i släktet Opius och familjen bracksteklar. Inga underarter finns listade i Catalogue of Life.